# Йонко Неделчев
Йонко Неделчев Йовчев-Багажника е български футболист, защитник. Висок е 177 см и тежи 72 кг. Играл е за Розова долина, Спартак (Пловдив), Левски (София), Етър, Олимпик (Сливен), Берое, Сокол (Марково), Ботев (Пловдив), Локомотив (Пловдив), Хебър и Чепинец. Финалист за купата на страната през 1997 г. с Левски (Сф) (този финал е достатъчен на „сините“ за да участват в турнира за КНК). Има 12 мача за младежкия национален отбор.

## Статистика по сезони
- Розова долина – 1993/94 – Б група, 12 мача/1 гол
- Спартак (Пловдив) – 1994/95 – A група, 29/0
- Спартак (Пловдив) – 1995/96 – A група, 27/2
- Левски (София) – 1996/97 – A група, 3/0
- Етър – 1997/98 – A група, 23/1
- Локомотив (Пловдив) – 1998/ес. - A група, 3/0
- Олимпик (Сливен) – 1998/99 – Б група, 21/0
- Берое – 1999/00 – Б група, 24/1
- Сокол (Марково) – 2000/01 – В група, 28/4
- Сокол (Марково) – 2001/02 – В група, 26/3
- Ботев (Пловдив) – 2002/03 – A група, 19/1
- Ботев (Пловдив) – 2003/ес. – A група, 11/0
- Хебър – 2004/05 – В група, 6/0
- Чепинец – 2005/ес. - В група, 14/1
- Спартак (Пловдив) – 2006/пр. - Б група, 7/0
- Спартак (Пловдив) – 2006/07 – Б група, 19/1